# Paris-Soir
El Paris-Soir va ser un important periòdic francès fundat a París el 1923 per Eugène Merle i a partir de 1930 dirigit per Jean Prouvost, que el va convertir en un dels diaris més importants de França.

## Història
El primer número va sortir al carrer el 4 d'octubre de 1923. El 1930 Jean Prouvost, industrial de la indústria tèxtil passa a controlar-lo. El 1933 el diari té una tirada d'un milió d'exemplars, que puja fins al milió vuit-cents mil el 1939, i en ell es publiquen articles de Joseph Kessel, Blaise Cendrars i Antoine de Saint-Exupéry.
Des de l'11 de juny de 1940 el mateix editor, Jean Prouvost, continuà la seva publicació a la França de Vichy: Clermont-Ferrand, Lió, Marsella i Vichèi, mentre a la zona ocupada de París es publicà sota control alemany del 22 de juny de 1940 fins al 17 d'agost de 1944. Poc abans de l'ocupació de París, el Paris-Soir aconseguí una tirada de dos milions i mig d'exemplars, la major circulació d'un diari a Europa en aquell moment.
Una edició dominical Paris-Soir dimanche fou publicada entre el 22 de desembre de 1935 i el 16 de setembre de 1939. Una altra edició es va editar als anys 30 amb el nom de Paris-Midi.